# چوب‌پای هاوایی
چوب‌پای هاوایی (نام علمی: Himantopus mexicanus knudseni) نام یک زیرگونه از گونه چوب‌پای گردن‌سیاه است.